# Elecciones parlamentarias de Kosovo de 2021
Las Elecciones parlamentarias de Kosovo de 2021 se llevaron a cabo el 14 de febrero de 2021.

## Trasfondo
Las elecciones parlamentarias de octubre de 2019 vieron al partido de oposición Vetëvendosje emerger como la facción más grande en el parlamento, terminando justo por delante de la Liga Democrática de Kosovo (LDK). Los dos partidos formaron un nuevo gobierno el 3 de febrero de 2020, con el líder de Vetëvendosje, Albin Kurti, como primer ministro. Kurti fue elegido primer ministro con 66 votos y diez abstenciones. Los 34 diputados de la oposición boicotearon la votación y abandonaron el edificio de la Asamblea.
Sin embargo, la coalición pronto colapsó cuando el LDK presentó una moción de censura el 25 de marzo de 2020 debido a desacuerdos sobre cómo manejar la pandemia de coronavirus, en la que 82 miembros de la Asamblea votaron a favor de la moción. Esta fue la primera vez que un gobierno de Kosovo cayó de esa manera. El gabinete de Kurti continuó en el cargo como gobierno interino hasta el 3 de junio de 2020, cuando el líder de LDK, Avdullah Hoti, fue elegido primer ministro por 61 a 24 votos y una abstención. Kurti y Vetëvendosje habían cuestionado la elegibilidad de Hoti para ser primer ministro con el argumento de que un partido no puede formar gobierno sin el partido que obtuvo la mayor cantidad de escaños en las elecciones. Sin embargo, el 28 de mayo, el Tribunal Constitucional confirmó que la LDK tenía derecho a formar gobierno sin nuevas elecciones. Después de que el partido que ganó las elecciones no logró formar un nuevo gobierno, la Corte argumentó que Avdullah Hoti era elegible para proceder a ser votado por el Parlamento como el nuevo primer ministro de la República de Kosovo.
El 21 de diciembre, el Tribunal Constitucional dictaminó que el voto de Etem Arifi del minoritario Partido Ashkali para la Integración a favor de Hoti no era válido (ya que Arifi había sido condenado por fraude) y, en consecuencia, el gobierno no había recibido el apoyo de la mayoría de la Asamblea. Como resultado, se convocaron nuevas elecciones, y el gobierno de Hoti continuó como un gobierno provisional.

## Sistema electoral
Los 120 miembros de la Asamblea son elegidos por representación proporcional por lista abierta, con 20 escaños reservados para las minorías nacionales.Existe un umbral electoral del 5% para los partidos que no representan las minorías nacionales.

## Encuestas
Resumen gráfico
| Encuestadora                                                                                            | Fecha                   | LVV   | LDK   | PDK   | AAK  | SL   | NISMA | Otros | Abstención | Dif.  |  |  |
| --- | ----------------------- | ----- | ----- | ----- | ---- | ---- | ----- | ----- | ---------- | ----- |  |  |
| Encuestadora                                                                                            | Fecha                   |       |       |       |      |      |       |       |            |       |  |  |
| Elecciones parlamentarias de 2021                                                                       | 14 de febrero de 2021   | 49.95 | 12.65 | 16.90 | 7.08 | 5.06 | 2.51  | –     | –          | 33.05 |  |  |
| |                         |       |       |       |      |      |       |       |            |       |  |  |
| PIPOS (enlace roto disponible en Internet Archive; véase el historial, la primera versión y la última). | 12 de febrero de 2021   | 40.95 | 18.35 | 22.3  | 7.8  | –    | 3.15  | 1.4   | 5.0        | 18.65 |  |  |
| Albanian Post                                                                                           | 2 de febrero de 2021    | 51.3  | 15.5  | 13.2  | 5.5  | –    | 1.8   | –     | –          | 35.8  |  |  |
| KOZMO                                                                                                   | 26-30 de enero de 2021  | 53.6  | 16.0  | 17.4  | 7.2  | –    | 3.6   | –     | 3.2        | 37.6  |  |  |
| PIPOS                                                                                                   | 29 de enero de 2021     | 43.8  | 17.2  | 21.1  | 7.0  | –    | 2.9   | 1.0   | 7.2        | 22.7  |  |  |
| PIPOS                                                                                                   | 22 de enero de 2021     | 44.2  | 17.4  | 20.4  | 7.2  | –    | 3.1   | 0.6   | 7.2        | 23.8  |  |  |
| T7 & GE                                                                                                 | 22 de enero de 2021     | 50.8  | 16.0  | 16.9  | 7.0  | –    | 3.0   | –     | –          | 33.9  |  |  |
| Riinvest Analytics                                                                                      | 11-17 de enero de 2021  | 54.1  | 10.3  | 14.9  | 6.4  | 5.0  | 1.4   | 4.4   | 3.5        | 39.2  |  |  |
| PIPOS                                                                                                   | 15 de enero de 2021     | 41.6  | 16.3  | 20.1  | 7.5  | –    | 1.5   | 4.7   | 5.2        | 21.5  |  |  |
| PIPOS                                                                                                   | 7 de enero de 2021      | 41.4  | 15.7  | 20.8  | 8.6  | –    | 2.0   | 5.3   | 6.5        | 20.6  |  |  |
| UBO Consulting Archivado el 3 de marzo de 2021 en Wayback Machine.                                      | 23 de diciembre de 2020 | 46.2  | 14.9  | 16.0  | 7.0  | 2.5  | 3.5   | 1.0   | 1.9        | 30.2  |  |  |
| |                         |       |       |       |      |      |       |       |            |       |  |  |
| Elecciones parlamentarias de 2019                                                                       | 6 de octubre de 2019    | 26.2  | 24.5  | 21.2  | 11.5 | 6.4  | 5.0   | 5.0   | –          | 1.7   |  |  |
| |                         |       |       |       |      |      |       |       |            |       |  |  |

## Jornada electoral

### Participación
|  | 8.22 % |

|  | 32.34 % |

|  | 47.08 % |